# Bernardino de Campos (kommun)
Bernardino de Campos är en kommun i Brasilien.   Den ligger i delstaten São Paulo, i den södra delen av landet, 800 km söder om huvudstaden Brasília. Antalet invånare är 10 777. Arean är 244 kvadratkilometer.
Terrängen i Bernardino de Campos är platt åt nordost, men åt sydväst är den kuperad.
Följande samhällen finns i Bernardino de Campos:
- Bernardino de Campos

Omgivningarna runt Bernardino de Campos är huvudsakligen savann. Runt Bernardino de Campos är det ganska glesbefolkat, med 32 invånare per kvadratkilometer.